# دوائر حب (مسلسل)
تدور أحداث المسلسل حول العلاقات الأسرية والحياة الاجتماعية بين مجموعة من الشخصيات، في كل شخصية شيء من محيطنا في البيت أو العمل أو الشارع، مما يمكن المشاهد من إيجاد نفسه في قصة المسلسل.

## طاقم العمل
يتكون طاقم العمل من ممثلين عرب من جنسيات مختلفة.
- رجاء الجداوي
- عبدالرحيم حسن
- حسناء سيف الدين
- داليدا خليل
- إبراهيم الحربي
- هشام مجدي
- يعقوب عبد الله
- شيماء سبت
- ياسر المصري
- منذر رياحنة
- أحمد جلال عبدالقوي
- صمود
- إنجي المقدم
- ربيع زيتون
- شاكر جابر
- عادل متولي
- رانيا فهد
- دنيا المصري
- هدى الغانم
- محمد نور
- منصور الغساني
- جيسي عبدو
- أسامة أسعد
- حسن هاني
- تارا عماد
- ايفون معلوف
- خلود عيسى
- عبدالله السيف
- سماح غندور
- نهى صالح
- رجائي قواس
- عبد الرحمن مالك
- علا ياسين
- ثائر مقبل
- روان الصايغ
- نجوى الطاهر
- مارتينا روفائيل
- لين عازر
- موسى الياس فزع
- محمد أبو عطوان
- فوزي الدباس
- محمد دعيبس

## روابط خارجية
- صفحة المسلسل على موقع السينما العربية.